# Железопътна линия Червен бряг – Златна Панега
Железопътна линия Червен бряг – Златна Панега е единична, неелектрифицирана, отклонение на главна линия № 2.

## История
От 1925 до 1934 г. е строена с бавни темпове като теснолинейна (760 мм). Дължината на линията е 65,6 km. По нея между гарите Дерманци и Брестница се намира и единственият тунел с дължина около 100 метра. Изградените части от линията са около 40 % от целия проект, след което строителството е спряно и по-късно преустановено окончателно.
Вече, през 1963 – 1965 г., след голяма реконструкция на стрелковата гърловина и изхода от гара Червен бряг, страна „Хумата“, е построена като нормална линия само до Златна Панега, а дължината ѝ е около 33 km.
Построена е основно за създаване на връзка на новопостроения циментов завод в село Златна Панега (втори по големина в България) с железопътната мрежа. Проектирането на линията е извършено от „Червен бряг – Тетевен Транс проект" през 1962 г. по задание на държавното стопанско обединение „Циментова промишленост“. Проучени са два варианта, единият от които предвижда връзка с централната железопътна линия София – Варна в гара Червен бряг, а другият – чрез гара Роман. Приема се по-изгодният първи вариант, който има и по-добри технико-икономически показатели, въпреки че е с по-голяма дължина.
Въпреки благоприятната възможност като профил за продължение строежа на железния път до Тетевен това не е направено. Пусната е в експлоатация на 7 ноември 1965 г. Линията е построена с минимален радиус на кривите 300 m и максимален наклон 11 ‰.

## В днешни дни
Участъкът се обслужва от магистрални локомотиви серия 06.00 на депо Мездра и маневрени серия 55.00. Със заповед на Министерски съвет пътническото движение по линията е преустановено през 2002 г., а от 2009 е закрита и гара Златна Панега. Цялата линия е преобразувана на „Маневрен район на гара Червен бряг“ със съответните индустриални железопътни клонове в Луковит и Златна Панега.